# 三國宗正列表
洪飴孫《三國職官表》：「宗正卿一人，中二千石，第三品。掌序錄王國嫡庶之次，及諸宗室親屬。建安二十一年魏國始置宗正，黃初以來因之。皆以皇族為之，不以他族。可考者三人。……蜀同。居是官者無考。……吳同。可考者二人。（黃武四年傳注吳書：敕宗正妻陳化以宗室女。則吴宗正蓋黃武初置。）」今據《三國志》諸《帝紀》、《主傳》作此表，在位年數不足一年者，按一年計算。

## 魏
《晉書·卷十九·志第九·禮志上》載：「（魏明帝太和三年）十一月，洛京廟成，則以親盡遷處士主置園邑，使行太傅太常韓暨、行太常宗正曹恪持節迎高皇以下神主，共一廟，猶為四室而已。」
| 序次                       | 爵位     | 姓名 | 在位年數 | 在位時間  | 皇帝         |
| 曹魏宗正卿（220年－265年） |          |      |          |           |              |
| 1                          | 無       | 曹恪 | 不詳     | ？－229年 | 魏明帝       |
| 2領                        | 廣昌亭侯 | 鄭袤 | 不詳     | 正元年間  | 高貴鄉公曹髦 |
| 3                          | 無       | 曹楷 | 1年      | ？－265年 | 魏元帝       |

## 蜀
蜀漢宗正無考。

## 吳
《三國志·吳書·三嗣主傳》載：「（太平三年九月）己未，孫綝使宗正孫楷與中書郎董朝迎休。」
| 序次                     | 爵位   | 姓名 | 在位年數 | 在位時間      | 皇帝   |
| 東吳太常（222年－280年） |        |      |          |               |        |
| 1                        | 臨成侯 | 孫楷 | 不詳     | ？－258年－？ | 吳廢帝 |
| 2                        | 無     | 孫奕 | 不詳     | 不詳          | 吳末帝 |